# West Haven
West Haven är en stad i New Haven County i delstaten Connecticut, USA med cirka 52 360 invånare (2000).